# Wadym Kulabuchow
Wadym Wiktorowytsch Kulabuchow (ukrainisch Вадим Вікторович Кулабухов; * 17. April 1969 in Angarsk, Russische SFSR, Sowjetunion) ist ein ehemaliger ukrainischer Eishockeyspieler und jetziger -trainer, der fast zehn Jahre in der 2. Bundesliga spielte.

## Karriere
Wadym Kulabuchow begann seine Karriere als Eishockeyspieler beim SchWSM Kiew, für den er von 1986 bis 1988 in der Wysschaja Liga aktiv war. Anschließend spielte er fünf Jahre lang parallel für SHWSM in der zweiten sowjetischen (später russischen) Spielklasse, sowie den Ligarivalen HK Sokol Kiew in der Sowjetischen Eishockeyliga bzw. russischen Superliga. Von 1993 bis 1995 spielte der Angreifer für den HC Slavia Prag, mit dem er in der Saison 1993/94 den Aufstieg aus der 1. Liga in die Extraliga erreichte, in der er in der folgenden Spielzeit in sechs Spielen zwei Tore erzielte.
Im Sommer 1995 wechselte Kulabuchow zum ES Weißwasser in die Deutsche Eishockey Liga. Als sich die Sachsen am Saisonende aus finanziellen Gründen in die zweitklassige 1. Liga zurückzogen, blieb der Ukrainer dem Verein erhalten. Nach einem Jahr bei den Bayreuth Tigers in der Oberliga Süd kehrte der Linksschütze nach Weißwasser zurück, für das er bis 2005 auf dem Eis stand. Mit dem mittlerweile in Lausitzer Füchse umbenannten Verein gelang ihm nach dem Abstieg 2003 in der Saison 2003/04 der direkte Wiederaufstieg in die 2. Bundesliga. Seine Karriere beendete der ehemalige Nationalspieler im Anschluss an die Saison 2006/07 beim Adendorfer EC, mit dem er zuvor 2006 aus der viertklassigen Regionalliga in die Verbandsliga Nord/Ost abgestiegen war, jedoch den direkten Wiederaufstieg erreichte.
Seit der Saison 2007/2008 ist der frühere Flügelspieler als Trainer der ukrainischen U20-Nationalmannschaft tätig.

### International
Kulabuchow absolvierte über 20 Länderspiele für die Ukraine, in denen er 33 Scorerpunkte erzielte. Bei der C-Weltmeisterschaft 1993 wurde er mit 23 Punkten Topscorer.

## Erfolge und Auszeichnungen
- 1993 Bester Torschütze bei der C-Weltmeisterschaft
- 1994 Aufstieg in die Extraliga mit dem HC Slavia Prag
- 2004 Aufstieg in die 2. Bundesliga mit den Lausitzer Füchsen
- 2007 Aufstieg in die Regionalliga mit dem Adendorfer EC

## Karrierestatistik

### International
(Legende zur Spielerstatistik: Sp oder GP = absolvierte Spiele; T oder G = erzielte Tore; V oder A = erzielte Assists; Pkt oder Pts = erzielte Scorerpunkte; SM oder PIM = erhaltene Strafminuten; +/− = Plus/Minus-Bilanz; PP = erzielte Überzahltore; SH = erzielte Unterzahltore; GW = erzielte Siegtore; 1 Play-downs/Relegation; Kursiv: Statistik nicht vollständig)